# Бунино (Московская область)
Бунино — деревня сельского поселения Волковское Рузского района Московской области. Численность постоянно проживающего населения — 6 человек на 2006 год. До 2006 года Бунино входило в состав Волковского сельского округа.
Деревня расположена в центральной части района, в 7 километрах севернее Рузы, на берегу одного из северных заливов Озернинского водохранилища, высота центра над уровнем моря 200 м.